# Barrières au commerce
Les barrières commerciales sont des restrictions gouvernementales sur le commerce international. Ces barrières peuvent prendre de nombreuses formes, dont les suivantes :
- Droit de douane
- Obstacles non tarifaires aux échanges
  - Licences d'importation
  - Licences d'exportation
  - Quotas d'importation (par exemple quotas textiles)
  - Subventions
  - Restriction volontaire d'exportation
  - Embargo
  - Dévaluation de la monnaie[2]
  - Restrictions aux investissements directs étrangers

La plupart des barrières commerciales fonctionnent sur le même principe : l'imposition d'un coût sur le commerce qui augmente finalement le prix des produits pour les consommateurs. Si deux ou plusieurs nations utilisent à plusieurs reprises des barrières commerciales l'une contre l'autre, elles créent une guerre commerciale qui peut dégénérer en guerre économique.
Les économistes sont généralement d'avis que les barrières commerciales diminuent l'efficacité économique globale ; ceci peut être expliqué par la théorie de l'avantage comparatif. En théorie, le libre-échange implique la suppression de toutes les barrières commerciales, sauf celles qui sont considérées comme nécessaires pour la santé publique ou la sécurité nationale.
En pratique, cependant, même les pays promouvant le libre-échange ont des comportements protectionnistes et, par exemple, subventionnent fortement certains secteurs, comme l'agriculture et l'acier.
Les barrières commerciales sont combattues lors de négociations  d'accords de libre-échange et/ou par l'établissement de zones de libre-échange.

## Aperçu
Les pays à revenu élevé ont tendance à avoir moins de barrières commerciales que les pays à revenu moyen qui, eux, ont tendance à avoir moins de barrières commerciales que les pays à faible revenu. Les petits états ont tendance à avoir de plus faibles barrières commerciales que les grands états,,. La barrière commerciale la plus commune est celle sur les produits agricoles. Les droits de douane sont à la baisse depuis les vingt dernières années, mais les États ont augmenté leurs barrières non tarifaires.
Selon Chad Bown et Meredith Crowley, le commerce mondial est « probablement » beaucoup plus libéral à l'heure actuelle que par le passé. Selon Ronald Findlay et Kevin H. O'Rourke, « depuis le dix-neuvième et le vingtième siècles, les barrières commerciales et les coûts de transport ont été les plus importantes barrières au commerce ». Ils écrivent également que « au cours de l'époque mercantiliste, les écarts de prix étaient susceptibles d'être dues aux monopoles commerciaux, aux pirates. »
Le professeur Marc L. Busch de l'Université de Georgetown et le professeur Krzysztof J. Pelc de l'Université McGill notent que les accords commerciaux modernes sont longs et complexes, car ils abordent souvent des obstacles non tarifaires au commerce, tels que des normes et des réglementations différentes, en plus des tarifs. En raison de la réduction progressive des barrières tarifaires depuis la Seconde Guerre mondiale, les pays ont de plus en plus tendance à adopter des barrières commerciales sous la forme d'obstacles non tarifaires. Les entreprises nationales exercent fréquemment des pressions auprès de leurs propres gouvernements pour adopter des réglementations conçues pour brider les entreprises étrangères et les tenir à l'écart de leurs marchés nationaux. Les accords commerciaux modernes sont un moyen d'éliminer ces réglementations.

## Impacts sur les entreprises
Les barrières commerciales sont généralement critiquées en raison de l'effet qu'elles ont sur le monde en développement.  En effet, les pays riches appellent la plupart des coups et établissent des politiques commerciale, Les biens tels que les cultures que les pays en développement sont à même de produire font toujours face à d'importants obstacles. Les barrières commerciales telles que les impôts sur les importations de produits alimentaires ou les subventions aux agriculteurs des pays développés entraînent une surproduction et le dumping sur les marchés mondiaux, donc une baisse des prix et un préjudice aux agriculteurs des pays pauvres. Les tarifs ont également tendance à être anti-pauvres, avec des taux bas pour les matières premières et les taux de main-d'œuvre élevés.
L'impact des barrières commerciales sur les sociétés et les pays est très inégale. Une étude a montré que les petites entreprises sont les plus touchées (plus de 50 %).
Un autre aspect négatif des barrières commerciales est qu'elles entraînent un choix limité de produits et forcent donc les clients à payer des prix plus élevés et à accepter une qualité inférieure.
Les barrières commerciales entravent le libre échange. Avant d'exporter ou d'importer vers d'autres pays, premièrement, ils doivent être conscients des restrictions que le gouvernement impose au commerce. Par la suite, ils doivent s'assurer qu'ils ne violent pas les restrictions en vérifiant les règlements relatifs à la taxe ou au devoir, et enfin, ils doivent s'assurer de savoir s'ils ont besoin d'une licence pour assurer une exportation ou une importation en douceur et réduire le risque de pénalité ou de violation. Parfois, la situation devient encore plus compliquée à cause de l'évolution de la politique et des restrictions d'un pays.

## Zones de libre-échange
On recense aujourd'hui près de 150 zones de libre-échange, dont plus de la moitié ont été créées depuis 1990.
On peut se référer, à titre d'exemples, aux accords de libre-échange et/ou des zones de libre-échange suivants :
- North American Free Trade agreement (NAFTA)
- L'Asie du Sud Accord de Libre-échange (SAFTA)
- Comprehensive Economic and Trade Agreement (CETA) (en français Accord économique et commercial global, AECG), un traité entre le Canada et l'Union européenne.
- Association Européenne De Libre Échange
- L'Union européenne (UE)
- L'Union des Nations Sud-Américaines
- New West Partnership (interne d'une zone de libre-échange entre l'Alberta, la Colombie-Britannique et la Saskatchewan)
- Conseil de Coopération du golfe marché commun